# DR P8 JAZZ
DR P8 JAZZ är en digital dansk radiokanal från Danmarks Radio som sänder enbart jazzmusik dygnet runt. Kanalen sänder alla möjliga sorters jazzprogram och repriserar de program som går i DR P2 och handlar om jazzmusik. Kanalen kan höras via DAB-radio och på Internet.